# منظمة التوعية النباتية
تأسست منظمة التوعية النباتية في عام 1995، والمعروفة أيضًا باسم مؤسسة (فيغن أكشن)، هي منظمة غير ربحية مقرها ولاية فرجينيا بالولايات المتحدة. مكرسة جهودها لمساعدة الحيوانات، البيئة، وصحة الإنسان من خلال تثقيف الجمهور حول فوائد النمط النباتي- فيغن لايف ستايل- وتشجيع انتشار الخيارات الغذائية النباتية المختلفة من خلال حملات التوعية العامة. أحد أهداف تلك المنظمة هو خلق النمو في السوق النباتي وزيادة توافر المنتجات النباتية. لقد أدخلوا شعارًا لاعتماد المنتجات النباتية بديلًا إلى المدارس في جميع أنحاء البلاد، والأفكار ما وراء الخُضرية.

## الحملات

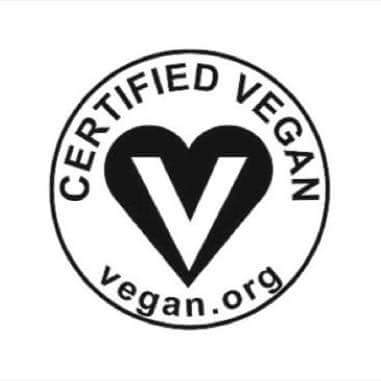

### شعار معتمد
تعمل مؤسسة (فيغن أكشن) على شعار (شهادة نباتي معتمد)، وهي علامة تجارية مسجلة تطبق على الأطعمة والملابس ومستحضرات التجميل وغيرها من المنتجات التي لا تحتوي على منتجات حيوانية ولا يتم اختبارها على الحيوانات. يمكن رؤية الشعار بسهولة للمستهلكين المهتمين بالمنتجات النباتية ويساعد الأشخاص النباتيين على التسوق دون اللجوء والنظر للمكونات. منذ عام 1998، كان هناك أكثر من مئتي شركة تستفيد من الشعار وآلاف المنتجات التي تتميز به.
يساعد برنامج تلك المؤسسة في كل عام الأشخاص من جميع أنحاء العالم على تنظيم أحداث (ماكفيغن) التي تتضمن نشر آلاف من عينات الطعام النباتي المجانية والمعلومات الغذائية للجمهور. في عام 1995، هددت شركة (ماكدونالدز) بمقاضاة (فيغن أكشن) بسبب انتهاكها للعلامة التجارية على قمصان (ماكفيغن) التي تضم أقواسًا ذهبية معروفة لدى (ماكدونالدز) تحمل شعار (مكفيغن: تم إنقاذ الملايين والمليارات). وبدلًا من التراجع عن شعارها هذا، قامت (فيغن أكشن) بإدخال خدمات مجانية من خلال شركة معنية لحقوق الملكية الفكرية وطورت دفاعاً يستند إلى حماية التعديل الأول للمحاكاة الساخرة. تم اختيار الخبر من قبل صحيفة لوس أنجلوس تايمز، سان فرانسيسكو إكزامينر، هيوستن كرونيكل، شيكاغو تريبيون، وايه بي ويو بي آي وايرز، والإذاعة الوطنية العامة، وأربع شبكات تلفزيونية محلية. ظهرت القصة تروي تلك الوقائع في الصحف الألمانية والأسترالية. وبعد أسبوعين من تداول الصحافة الدولية لأخبارها، تراجعت ماكدونالدز وسحبت رسمياً تهديدها باتخاذ أي إجراء قانوني ضده.